# Jia Hua
Jia Hua (chinois traditionnel : 賈華, simplifié : 贾华, pinyin : Jià Huá, EFEO : Kià Houá) était un officier militaire chinois sous les rangs du seigneur de guerre Sun Quan, lors de la fin de la dynastie Han en Chine antique. 

## Biographie
Lors d’un assaut sur Hefei au début de l’an 209, il accompagna Sun Quan au front avec Song Qian, armé d’une hallebarde à double tranchant. Il protégea Sun Quan d’un puissant coup porté par le général ennemi Yue Jin. 
Plus tard, durant la même année, Liu Bei se rendit au Sud pour épouser madame Sun et Jia Hua reçut l’ordre d’organiser une embuscade dans le temple où avait lieu l’audience avec la mère douairière Wu. Informé de la présence d’hommes armés, Liu Bei avisa madame Wu, qui demanda des explications à Sun Quan. Jia Hua porta alors le blâme et son exécution fut ordonnée par la mère douairière. Toutefois, devant l’appel de Liu Bei et du patriarche Qiao, Jia Hua fut épargné et se retira honteusement.